# Troglodromus
Troglodromus es un género de escarabajos de la familia Leiodidae.

## Especies
Se reconocen las siguientes:
- Troglodromus bonadonai
- Troglodromus bucheti
- Troglodromus perroti